# Kilbirnie (Écosse)
Pour les articles homonymes, voir Kilbirnie.
Kilbirnie est une ville dans le North Ayrshire, à l'ouest de Glasgow en Écosse.